# Imavere
Imavere (deutsch: Immafer) war eine Landgemeinde im estnischen Kreis Järva mit einer Fläche von 139 km². Sie hatte 1020 Einwohner (2010). Imavere liegt ca. 30 km von Paide entfernt. Seit 2017 gehört Imavere zur Gemeinde Järva.
Neben dem Hauptort Imavere (523 Einwohner) gehörten zur Gemeinde die Dörfer Eistvere, Hermani, Järavere, Jalametsa, Käsukonna, Kiigevere, Laimetsa, Pällastvere, Puiatu, Taadikvere, Tammeküla und Võrevere.
Sehenswert ist das Estnische Molkereimuseum, das seit 2001 für Besucher geöffnet ist. Daneben lohnt ein Besuch der Ruinen des 1588 erbauten Herrenhauses von Eistvere (deutsch: Eigstfer) und des 6,6 Hektar großen Parks. Dort lebte von 1908 bis 1914 die österreichische Schriftstellerin Hermynia zur Mühlen.